# Север Косова и Метохије
Север Косова и Метохије (познато и као Ибарски Колашин) је незванични назив за регион на северу Аутономне Покрајине Косово и Метохија, претежно насељен Србима, а који је након албанског проглашења независности остао под контролом Владе Србије. Састоји се од четири општине: Северна Косовска Митровица, Звечан, Лепосавић и Зубин Поток. 
За разлику од српских енклава у централном делу покрајине, које су окружене територијом насељеном Албанцима, Северно Косово има непосредну везу са централном Србијом. На територији севера Косова и Метохије и даље делују српске институције, које су саставни део политичког, здравственог, културног и образовног система Србије. Након измештања из Приштине због ратних дешавања 1999. године и привременог боравка у централној Србији, сви факултети Универзитета у Приштини смештени су на север Косова и Метохије, у Косовску Митровицу, Звечан, Лепосавић, Лешак и Зубин Поток.
На северу Косова и Метохије се налази и седиште Скупштине Заједнице општина Аутономне Покрајине Косово и Метохија. 
Површина овог подручја је око 1.007 km² што је око 9,2% територије Косова и Метохије.
Од проглашења независности Републике Косово, учестали су инциденти на северу. Врхунац достижу 2011. када Полиција Косова покушава да заузме административне прелазе Јариње и Брњак, 2013. и након потписивања Бриселског споразума. Нова криза је избила 2017. године приликом покушаја преласка воза Београд–Рашка на територију Космета.
У складу са Бриселским споразумом планирано је укидање паралелних институција и оснивање Заједнице српских општина у коју би ушле и општине са севера Косова и Метохије.

## Спорт
На северу Косова и Метохије постоје следећи клубови:
Фудбалски клубови
- ФК Мокра Гора (Српска лига Запад)
- Трепча (Зона Морава)
- ФК Звечан (Окружна лига Косовска Митровица)
- ФК Ибар Лепосавић (Окружна лига Косовска Митровица)
- ФК Моша (Окружна лига Косовска Митровица)
- ФК Копаоник Лешак (Окружна лига Косовска Митровица)
- ФК Рудар Косовска Митровица (Окружна лига Косовска Митровица)
- ФК Сочаница (Окружна лига Косовска Митровица)

Познати фудбалери
- Милан Бишевац
- Милош Красић
- Никола Лазетић
- Стеван Стојановић

## Галерија
- Етничка карта Косова и Метохије
- Север Косова и Метохије 1941. године
- Споменик НОБ у К. Митровици
- Мост на Ибру
- Зубин Поток, црква
- тврђава Звечански град
- Црква у северној Косовској Митровици
- Језеро Газиводе
- Манастир Бањска